# ヘプトース
ヘプトース(Heptose)は、7つの炭素原子を持つ単糖である。
1位にアルデヒド基を持つアルドヘプトースまたは2位、3位または4位にケトン基を持つケトヘプトースがある。ケトヘプトースは4つ、アルドヘプトースは5つのキラル中心を持つ。

## 例
自然界にも、以下のようにいくつかのヘプトースの例がある。
- セドヘプツロースまたはD-アルトロ-ヘプツロースはケトースであり、カルビン回路やリピドAの生合成の中間体である[1][2]。
- マンノヘプツロースはケトースであり、アボカドに含まれる[3]。
- L-グリセロ-D-マンノ-ヘプトースはアルドースであり、リピドAの生合成の中間体である[4]。